# Forum paneuropéen des confréries
Le Forum Paneuropéen des Confréries (à l'origine, en italien, Forum Paneuropeo delle Confraternite ) est un événement religieux créé en 2020 à l'initiative de la Confrérie de Saint Charles Borromée de Lugano et de la Confederazione delle Confraternite delle Diocesi d'Italia, avec l'approbation du Saint Siège, et qui regroupe les confréries catholiques d'Europe,.
D'une durée de deux ou trois jours, il promeut des événements tels que des conférences et des célébrations religieuses, sous le parrainage du Dicastère pour l'évangélisation et du Conseil des conférences épiscopales d'Europe,.

## Mission
Le Forum paneuropéen des confréries est une initiative qui vise à rassembler les confréries catholiques européennes dans un forum qui vise à trouver des réponses sur la mission actuelle de ces organismes dans le contexte européen.
Les confréries rassemblent également des millions de croyants à travers l'Europe. De l'avis des organisateurs, ces institutions peuvent aussi être un véhicule et un instrument d'apostolat et d'évangélisation, en vue de préserver les valeurs chrétiennes dans la société.
L'un des objectifs actuels du forum est d'établir une fédération transnationale en Europe qui puisse regrouper les confréries du continent, afin de faciliter leur gestion interne et d'établir une forme d'action pour la nouvelle évangélisation.
En 2024 (Avril 27-28), le Forum aura lieu à Czestochowa, en Pologne

## éditions
| Édition | Année | Date               | Local               | Devise                                                                                      |
| I       | 2020  | 15 et 16 février   | Lugano Suisse       | Erit tanquam lignum plantatum secus decursus aquarum et folium eius non defluet.            |
| II      | 2021  | 23 et 24 septembre | Malaga Espagne      | Et ecce turba magna, quam dinumerare nemo poterat.                                          |
| III     | 2022  | 1er et 2 octobre   | Nice France         | Transibam ad domum Dei in voce exultationis et confessionis multitudinis festa celebrantis. |
| IV      | 2023  | 16 et 17 septembre | Mafra Portugal      | Si Deus pro nobis, quis contra nos?                                                         |
| V       | 2024  | 27 et 28 Avril     | Czestochowa Pologne | In silentio et in spe erit fortitudo vestra                                                 |
| VI      | 2025  |                    | Rome Italie         |                                                                                             |